# Ле-Мерзер
Ле-Мерзе́р (фр. Le Merzer, брет. Ar Merzher) — коммуна во Франции, находится в регионе Бретань. Департамент — Кот-д’Армор. Входит в состав кантона Генган. Округ коммуны — Генган.
Код INSEE коммуны — 22150.

## География
Коммуна расположена приблизительно в 400 км к западу от Парижа, в 115 км северо-западнее Ренна, в 24 км к западу от Сен-Бриё.

## Население
Население коммуны на 2016 год составляло 968 человек.
| 1962 | 1968 | 1975 | 1982 | 1990 | 1999 | 2008 | 2016 |
| ---- | ---- | ---- | ---- | ---- | ---- | ---- | ---- |
| 583  | 608  | 540  | 700  | 715  | 799  | 857  | 968  |

## Администрация
| Период | Период | Фамилия       | Партия        | Примечания |
| ------ | ------ | ------------- | ------------- | ---------- |
| 2001   | 2005   | Жан Мордле    | беспартийный  |            |
| 2005   | 2008   | Ив Кергю      | Разные правые |            |
| 2008   | 2014   | Лоранс Корсон |               | учитель    |

## Экономика
В 2007 году среди 547 человек в трудоспособном возрасте (15—64 лет) 424 были экономически активными, 123 — неактивными (показатель активности — 77,5 %, в 1999 году было 73,4 %). Из 424 активных работали 392 человека (217 мужчин и 175 женщин), безработных было 32 (13 мужчин и 19 женщин). Среди 123 неактивных 29 человек были учениками или студентами, 53 — пенсионерами, 41 были неактивными по другим причинам.

## Достопримечательности
- Церковь Нотр-Дам (1885 год)
- Часовня Сент-Ив (XVI век). Исторический памятник с 1965 года[3]
- Усадьба Трау (XVI век). Исторический памятник с 1926 года[4]
- Усадьба Троюбер (XV—XVI века)

## Фотогалерея

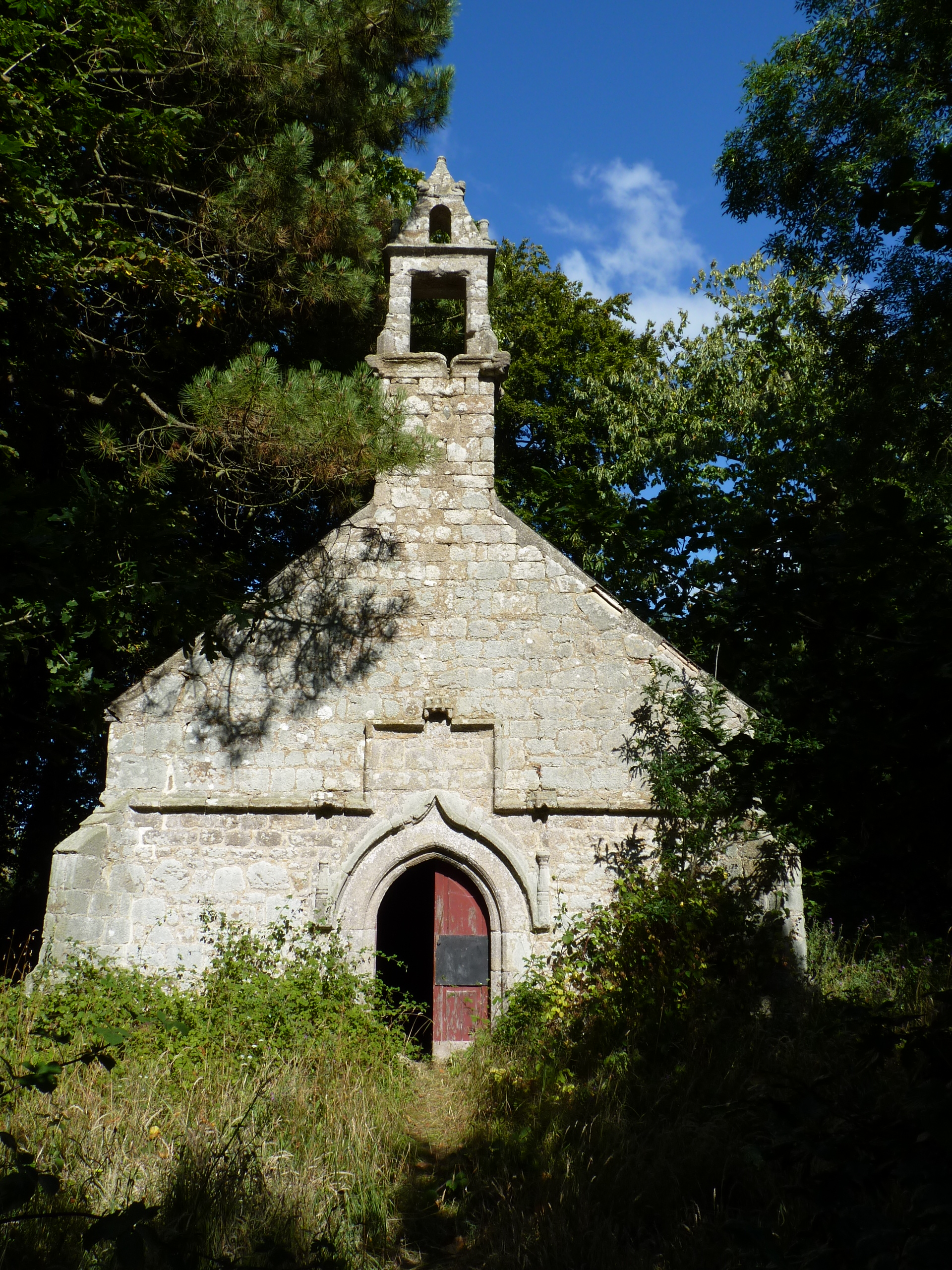
Часовня Сент-Ив
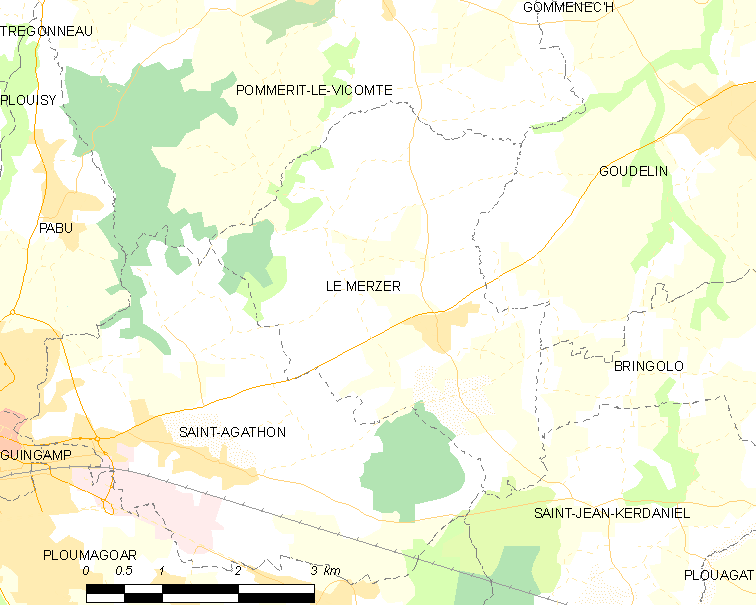
Карта коммуны